# Looking Glass Studios
Looking Glass Studios, Inc. (tidigare Blue Sky Productions och Looking Glass Technologies, Inc.)  var ett datorspelsutvecklarföretag, grundat 1990 och gick i konkurs den 24 maj 2000 på grund av en ekonomisk kris som var relaterad till deras utgivare Eidos Interactive. Företaget har utvecklat kända speltitlar såsom Ultima Underworld, System Shock, och spelserien Thief.

## Ludografi
- (1992) Ultima Underworld: The Stygian Abyss
- (1992) Car and Driver
- (1992) John Madden Football '93 (Sega Mega Drive licens)
- (1993) Ultima Underworld II: Labyrinth of Worlds
- (1994) System Shock
- (1995) Flight Unlimited
- (1996) Terra Nova: Strike Force Centauri
- (1997) British Open Championship Golf
- (1997) Flight Unlimited II
- (1998) Thief: The Dark Project
- (1999) Thief Gold
- (1999) Command & Conquer (Nintendo 64 licens)
- (1999) System Shock 2 (assisterade Irrational Games)
- (1999) Flight Unlimited III
- (1999) Destruction Derby 64 (Nintendo 64 licens)
- (2000) Thief II: The Metal Age
- (avbrutet) Deep Cover (assisterade Irrational Games)
- (ej utgivet) Mini Racers (Nintendo 64 licens)
- (avbrutet) Thief II: Gold
- (var under utveckling vid konkurs) Flight Combat: Thunder Over Europe
- (var under utveckling vid konkurs) Thief III